# 鳥取自動車道
鳥取自動車道（日语：／ Tottori Jidōshadō */?）起於兵庫縣佐用郡佐用町佐用系統交流道，經岡山縣至鳥取縣鳥取市鳥取交流道的高速公路（高規格幹線道路）。略稱為鳥取道（日语：／ Tottoridō */?）。高速公路路線編號與播磨自動車道・中國自動車道共同被編為「E29」。
途中從西粟倉交流道以南0.5公里處（距起點佐用系統交流道19.2公里）至智頭交流道間為高速自動車國道的代替路段（並行一般國道快速道路）志戶坂峠道路。本文以志戶坂峠道路稱之。

## 概要

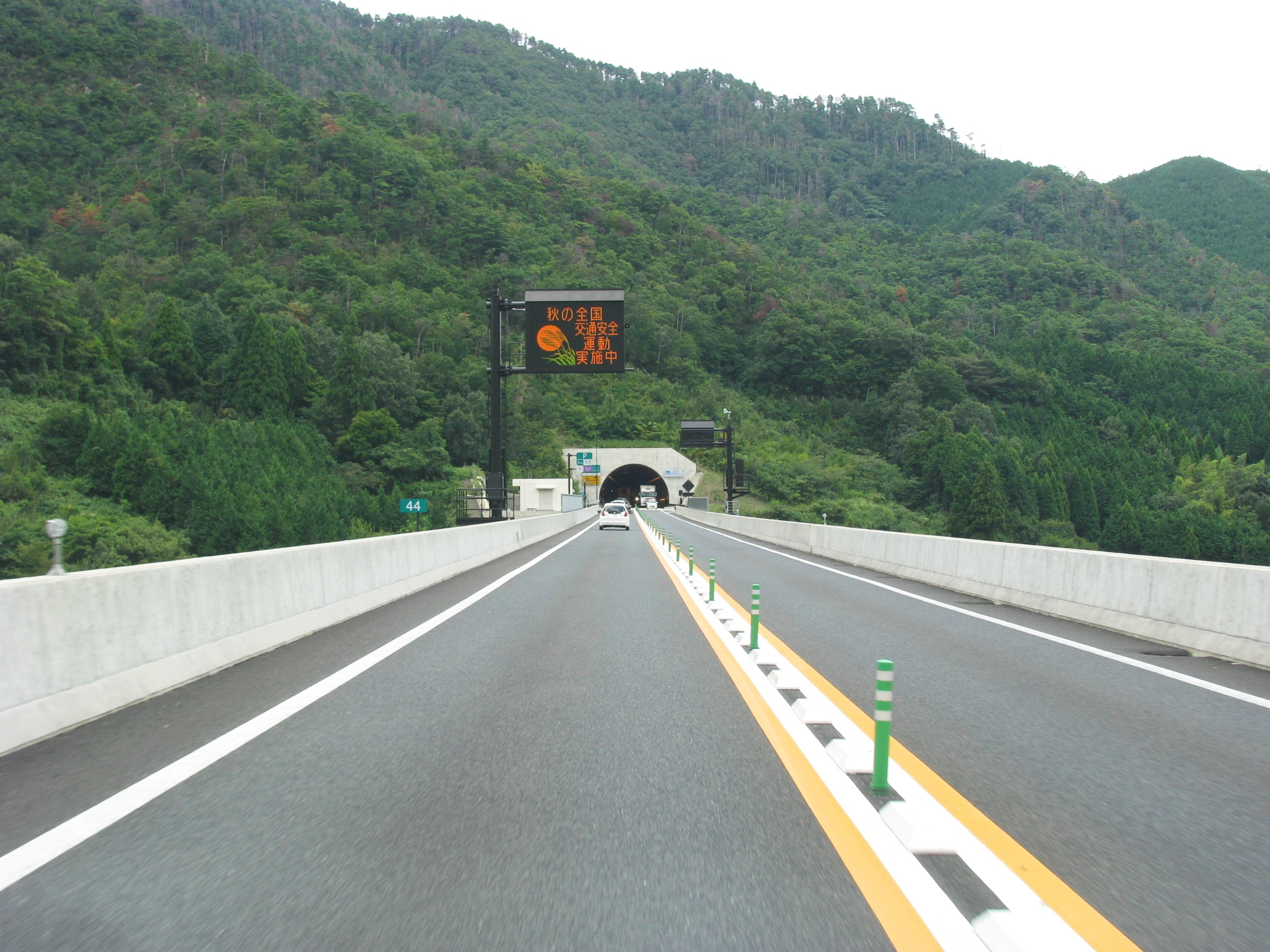
鳥取自動車道（2010年9月26日）

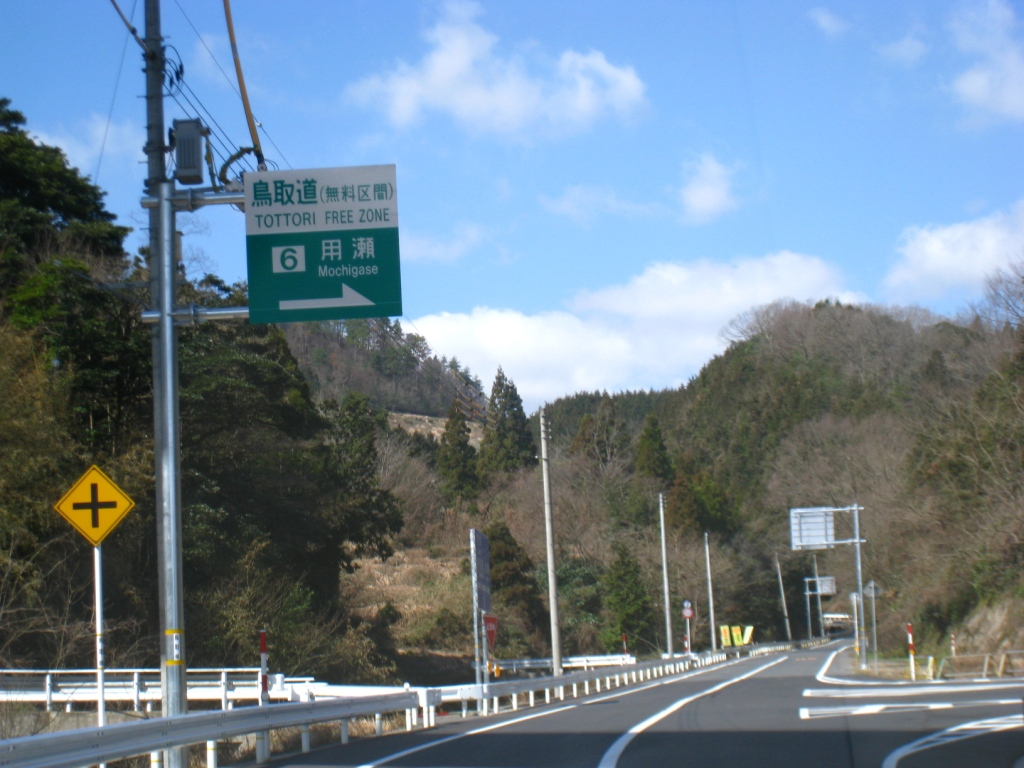
用瀨交流道入口的標誌板
寫上鳥取道（免費路段）的字樣。

貫穿中国山地，是條連接鳥取縣東部與中国自動車道的高速公路，也連接了兵庫縣佐用郡佐用町與鳥取縣縣廳所在地的鳥取市。全線幾乎沿著國道373號的路線而行，因為通過山區而設有多座隧道。
1981年（昭和56年）志戶坂峠道路啟用，2009年（平成21年）3月14日鳥取自動車道部分路段啟用。2013年（平成25年）3月23日全線通車。目前正在著手進行鳥取縣、岡山縣內附加車線的設置工程。
當初全線計畫為收費道路，但在2005年（平成17年）時將與中國自動車道連接部（佐用收費站）以北的路段變更為新直轄方式管理，因此在此路段不需要付通行費，交流道入口的標誌也會寫為鳥取道（免費路段）。此外，佐用平福交流道以南未設置出口，將直通至收費路段，因此在佐用平福交流道設有提醒標誌。
政令上的正式路線名為中國橫斷自動車道姫路鳥取線（姫路市 - 鳥取市），鳥取自動車道也是其中的一部分。

### 志戶坂峠道路

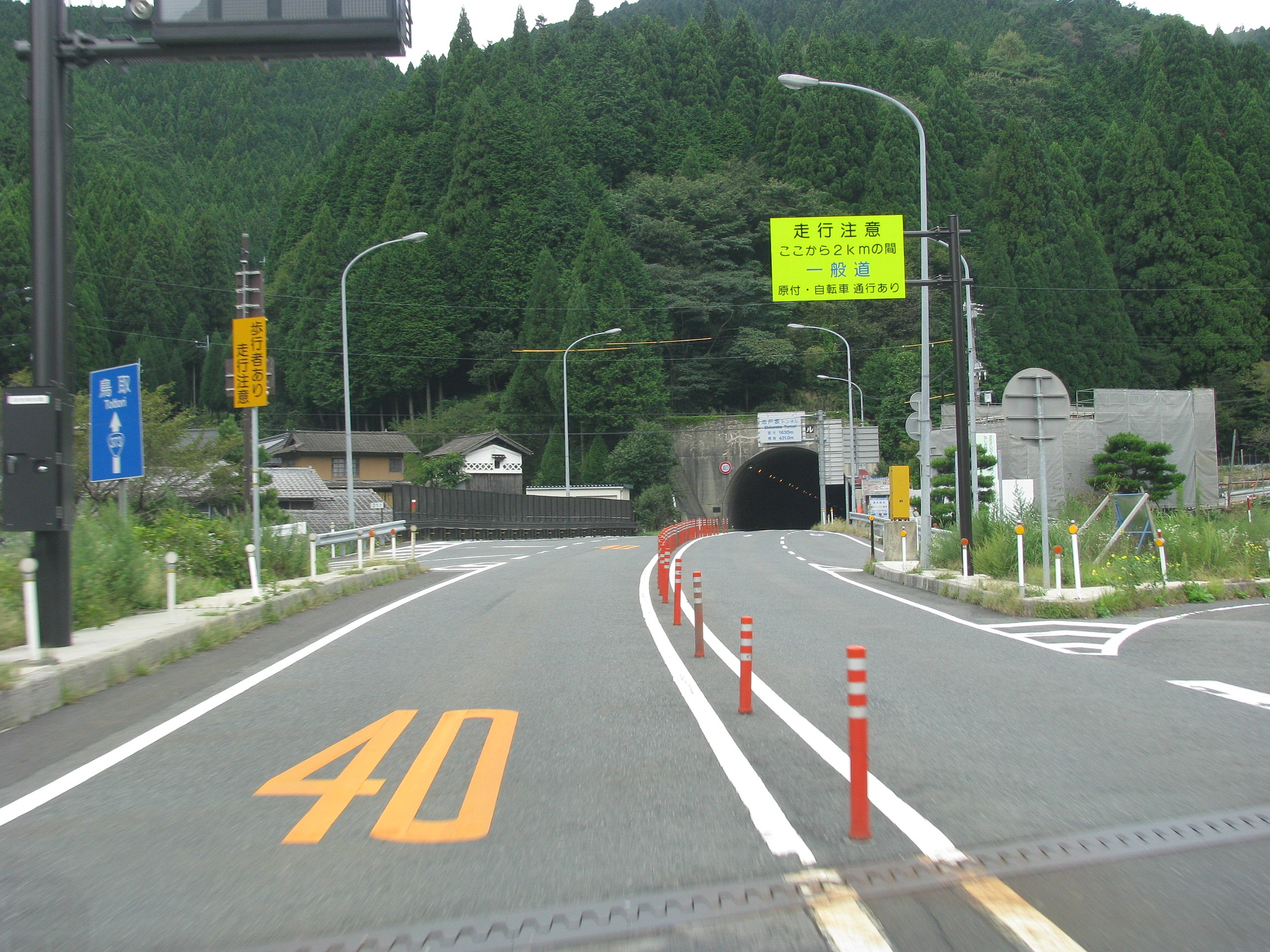
国道373号志戶坂隧道入口（坂根）
設有「機車・自行車 可通行」「有行人」等注意標誌。

以「鳥取自動車道」（鳥取道）名義啟用的路段中，西粟倉交流道以南0.5 公里（距起點佐用系統交流道19.2 公里）處 - 智頭交流道間並非中國橫斷自動車道姫路鳥取線的整備区間，而是鳥取自動車道並行一般國道快速道路（以下以A'路線表示）的志戶坂峠道路（國道373号繞道）。雖然不是鳥取道的一部分，但是與鳥取道一體運用。
- 起点 : 岡山縣英田郡西粟倉村影石（西粟倉交流道以南0.5 公里〈距起點佐用系統交流道19.2 公里〉處）
- 終点 : 鳥取縣八頭郡智頭町市瀬（智頭交流道）
- 全長 : 18.4 km
- 規格（日语：道路構造令） : 第1種第3級、第3種第2級
- 設計速度 : 80 km/h、60 km/h
- 道路幅員
  - 一般部 : 10.5 公尺、11.0 公尺
  - 橋梁部（長） : 9.5 公尺
  - 橋梁部（短） : 10.5 公尺
  - 隧道部 : 9.5 公尺
- 車道幅員 : 3.5 公尺、3.25 公尺
- 車線数 : 1期区間2車道、2期区間4車道（暫定2車道）

### 路線名
- 佐用系統交流道 - 志戶坂峠道路起点 : 中國橫斷自動車道姫路鳥取線
  - 佐用系統交流道 - 佐用收費站間 = 西日本高速公路（NEXCO西日本）關西支社（日语：西日本高速道路関西支社）管理的收費道路
  - 佐用收費站 - 志戶坂峠道路起点間 = 國土交通省 中國地方整備局（日语：中国地方整備局）以新直轄方式管理的整備区間
- 志戶坂峠道路起点 - 智頭交流道 : 國道373號（日语：国道373号）志戶坂峠道路
  - 志戶坂峠道路起点 - 坂根 = 一般國道快速道路(A')（快速道路）
  - 坂根 - 駒歸（志戶坂隧道（日语：志戸坂トンネル）区間）= 一般道路
  - 駒歸 - 智頭交流道 : 一般国道快速道路(A')（快速道路）
- 智頭交流道 - 鳥取交流道 : 中國橫斷自動車道姫路鳥取線（新直轄方式整備区間）

※志戶坂峠道路起點設置於西粟倉交流道以南0.5 公里（距起點佐用系統交流道起点19.2 公里）處。

## 交流道
- 交流道（IC）編號欄的背景色為■顯示該部分道路已經啟用。設施欄的背景色為■顯示路段未啟用或休止的設施。
- 巴士站（BS），○/●為使用中，◆為停用中設施。無標示者為未設置巴士站。
- IC為交流道的簡寫，JCT為公路分岔點（日语：ジャンクション (道路)）的簡寫，PA為停車區（日语：パーキングエリア）的簡寫，TB為公路收費站的簡寫，CB為車輛輪胎穿脫鐵鏈場的簡寫，TN為隧道的簡寫。
- 正線上距離標上的距離數在佐用TB以南將在數字前以「佐用」標記。

| 交流道 編號                   | 中文設施名稱                  | 日文設施名稱 | 英文設施名稱  | 接續路線名稱      | 起點 里程 （公里）                           | 距離標 里程 （公里）        | 巴士站 | 備註                                                      | 所在地                                 | 所在地               | 所在地 |
| ----------------------------- | ----------------------------- | ------------ | ------------- | ----------------- | -------------------------------------------- | --------------------------- | ------ | --------------------------------------------------------- | -------------------------------------- | -------------------- | ------ |
| 10-2                          | 佐用JCT                       |              |               | E2A 中國自動車道  | 0.0                                          | 0.0                         | -      |                                                           | 兵庫縣 佐用郡 佐用町                   | 兵庫縣 佐用郡 佐用町 |        |
| -                             | 佐用TB                        |              |               | -                 | 1.0                                          | 1.0 0.0                     | -      |                                                           | 兵庫縣 佐用郡 佐用町                   | 兵庫縣 佐用郡 佐用町 |        |
| -                             | 佐用平福BS                    |              |               | -                 | 4.9                                          | 3.9                         | ○      |                                                           | 兵庫縣 佐用郡 佐用町                   | 兵庫縣 佐用郡 佐用町 |        |
| 1                             | 佐用平福IC                    |              |               | 國道373號         | 5.0                                          | 4.0                         | -      | 鳥取方向出入口                                            | 兵庫縣 佐用郡 佐用町                   | 兵庫縣 佐用郡 佐用町 |        |
| 2                             | 大原IC                        |              |               | 國道429號         | 10.9                                         | 9.9                         | ○      |                                                           | 岡山縣                                 | 美作市               |        |
| -                             | 西粟倉BS                      |              |               | -                 | 18.1                                         | 17.1                        | ○      |                                                           | 岡山縣                                 | 英田郡 西粟倉村      |        |
| -                             | 西粟倉CB （志戶坂峠道路起點） |              |               | -                 | 19.0                                         | 18.0                        | -      | 只限鳥取方向 鳥取自動車道與志戶坂峠道路的邊界             | 岡山縣                                 | 英田郡 西粟倉村      |        |
| 3                             | 西粟倉IC                      |              |               | 國道373號（現道） | 19.5                                         | 18.5                        |        | 鄰近 道之驛粟倉道                                         | 岡山縣                                 | 英田郡 西粟倉村      |        |
| -                             | 坂根交差點                    |              |               | 國道373號（現道） | 22.6                                         | 21.6                        |        | 一般道路。 別線繞道（延長5.0公里）興建中 （志戶坂峠防災） | 岡山縣                                 | 英田郡 西粟倉村      |        |
| -                             | 志戶坂TN                      |              |               |                   |                                              |                             | -      | 一般道路。 別線繞道（延長5.0公里）興建中 （志戶坂峠防災） | 岡山縣                                 | 英田郡 西粟倉村      |        |
| -                             | 志戶坂TN                      | 鳥取縣       | 八頭郡 智頭町 |                   |                                              |                             | -      | 一般道路。 別線繞道（延長5.0公里）興建中 （志戶坂峠防災） |                                        |                      |        |
| -                             | 駒歸交差點                    | 鳥取縣       | 八頭郡 智頭町 |                   |                                              | 國道373號（現道）           | 24.6   | 一般道路。 別線繞道（延長5.0公里）興建中 （志戶坂峠防災） | 23.6                                   |                      |        |
| -                             | 福原PA                        | 鳥取縣       | 八頭郡 智頭町 |                   |                                              | -                           | 27.0   | 26.0                                                      | ○                                      | 只限佐用方向         |        |
| 4                             | 智頭南IC                      | 鳥取縣       | 八頭郡 智頭町 |                   |                                              | 國道373號（現道）           | 28.5   | 27.5                                                      |                                        | 佐用方向出入口       |        |
| -                             | 毛谷CB                        | 鳥取縣       | 八頭郡 智頭町 |                   | /                                            | -                           | 32.0   | 31.0                                                      | -                                      |                      |        |
| 5                             | 智頭IC                        | 鳥取縣       | 八頭郡 智頭町 |                   |                                              | 國道53號、國道373號（現道） | 36.8   | 35.8                                                      |                                        |                      |        |
| 6                             | 用瀨IC/PA                     | 鳥取縣       |               |                   | 鳥取縣道49號鳥取河原用瀨線                   | 47.2                        | 46.2   | ○                                                         |                                        | 鳥取市               |        |
| 7                             | 河原IC/PA                     | 鳥取縣       |               |                   | 國道53號、國道373號 鳥取縣道324號河原Inter線 | 51.7                        | 50.7   | ○                                                         | PA只限鳥取方向 鄰近 道之驛清流茶屋河原 | 鳥取市               |        |
| 8                             | 鳥取南IC                      | 鳥取縣       |               |                   | 國道53號、國道373號                          | 55.1                        | 54.1   | -                                                         | 佐用方向出入口                         | 鳥取市               |        |
| 8                             | 鳥取南IC                      | 鳥取縣       | 55.7          | 54.7              | 國道53號、國道373號                          | 鳥取方向出入口              |        | -                                                         |                                        | 鳥取市               |        |
| 9                             | 鳥取IC                        | 鳥取縣       |               |                   | 國道29號（津之井繞道支線）                   | 61.5                        | 60.5   | -                                                         | 距離標至60.0KP為止                     | 鳥取市               |        |
| E9 山陰自動車道（鳥取西道路） |                               |              |               |                   |                                              |                             |        |                                                           |                                        |                      |        |

## 地理

### 通過自治體
- 兵庫縣
  - 佐用郡佐用町 -
- 岡山縣
  - 美作市 - 英田郡西粟倉村 -
- 鳥取縣
  - 八頭郡智頭町 - 鳥取市

### 連接高速公路
- E2A 中國自動車道（於佐用系統交流道接続）
- E9 山陰自動車道（鳥取西道路）（於鳥取交流道直通）
- E9 山陰近畿自動車道（於鳥取交流道連接 : 構想中）

### 來源
1. 1 2 3  .   [2015-11-17]. （原始内容存档于2018-04-14）.
2. 1 2   (新闻稿). 国土交通省中国地方整備局岡山国道事務所. 2013-02-04  [2013-03-23]. （原始内容存档于2013-02-07）.
3. ↑  . 日本交通株式会社. 2009-02-29  [2018-07-24]. （原始内容存档于2014-02-22）.

## 相關項目
- 國土開發幹線自動車道
- 高速自動車国道
- 中國橫斷自動車道
- 高速自動車國道並行一般國道快速道路
- 中國地方道路列表
- 近畿地方道路列表
- 國道373號（日语：国道373号）
- 道路構造令（日语：道路構造令）

## 外部連結
- 国土交通省中国地方整備局 （页面存档备份，存于）
  - 鳥取河川国道事務所 （页面存档备份，存于）
  - 岡山国道事務所 （页面存档备份，存于）
- 鳥取縣 （页面存档备份，存于）
  - 縣土整備部 道路企画課・道路建設課 （页面存档备份，存于）
  - 鳥取自動車道 （页面存档备份，存于）